# Gigantoceras fontainei
Gigantoceras fontainei är en fjärilsart som beskrevs av Emilio Berio 1956/57. Gigantoceras fontainei ingår i släktet Gigantoceras och familjen trågspinnare. Inga underarter finns listade i Catalogue of Life.